# Justice of the Far North
Justice of the Far North est un film américain réalisé par Norman Dawn, sorti en 1925.

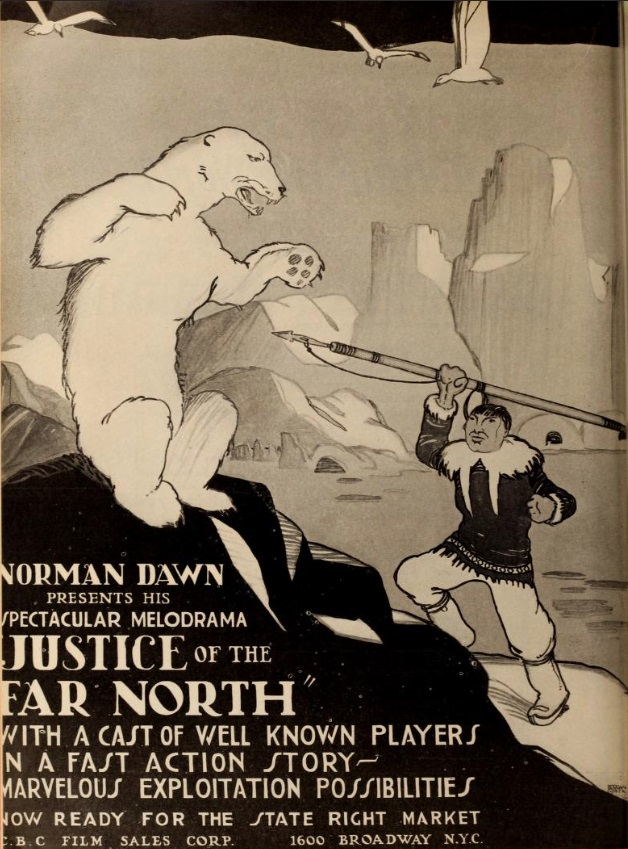
Affiche du film.

Il fait partie d'une série de films des années 1920 sur le thème des Inuits, reproduisant des stéréotypes de l'époque.

## Fiche technique
- Réalisation : Norman Dawn[2]
- Scénario : Norman Dawn
- Photographie : George Madden, Tony Mormann
- Production : Columbia Pictures
- Distributeur : Columbia Pictures
- Durée : 57 minutes
- Date de sortie : 15 mars 1925

## Distribution
- Arthur Jasmine : Umluk
- Marcia Manon : Wamba
- Laska Winter : Nootka
- Charles Reisner : Mike Burke
- Max Davidson : Izzy Hawkins
- George Fisher : Dr. Wells
- Katherine Dawn : Lucy Parsons
- Steve Murphy : Broken Nose McGee